# Британская почта на острове Крит
Британская почта на острове Крит — почтовая служба, созданная военной администрацией на территории острова Крит в зоне под управлением Великобритании и функционировавшая в период с 25 ноября 1898 до конца 1899 года.

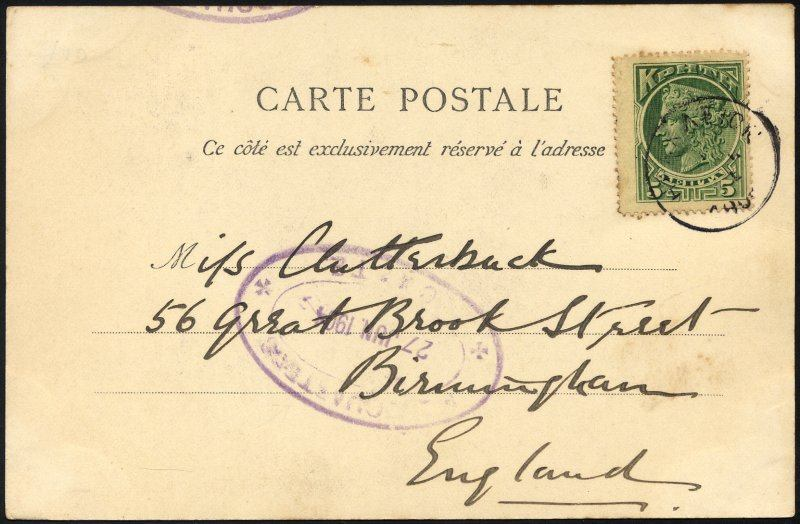
Почтовая карточка, отправленная британской военной почтой из Крита 27 июня 1904 года

## Развитие почты
Остров Крит в 1669 году был захвачен Османской империей. После греко-турецкой войны 1897 года по настоянию России, Великобритании, Франции и Италии Крит получил административную автономию. Для наблюдения за действиями османской администрации ряд держав, в том числе и Великобритания, послали на Крит свои войска и военные эскадры. Остров был поделён на несколько секторов. Британские войска разместились в восточной части острова.
25 ноября 1898 года британскими оккупационными властями была организована временная почтовая служба. В городе Кандия (Ираклион) открылось центральное почтовое отделение, филиалы были учреждены в деревнях Арханес, Агиос Миронас, Харакас, Агиос Фомас, Епископи, Мохос и в городе Херсониссос. Британская оккупационная почта в Ираклионе работала до конца 1899 года.
На острове также работала британская военная почта, которая в 1904—1905 годах использовала каучуковый штемпель с надписью англ. «HEADQURTERS / CRETE» («Штаб-квартира / Крит»). Почта была закрыта в июле 1906 года.

## Выпуски почтовых марок
Несколько дней до выпуска марок британская почтовая служба использовала штамп с изображением флага Великобритании в круглой рамке и надписью «Kandia». Стоимость указывалась на оттиске штампа вручную.

Знаки почтовой оплаты британской почтовой службы на острове Крит (1898)
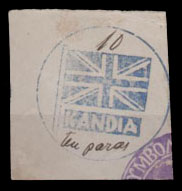
Штамп британской почтовой службы «Kandia»
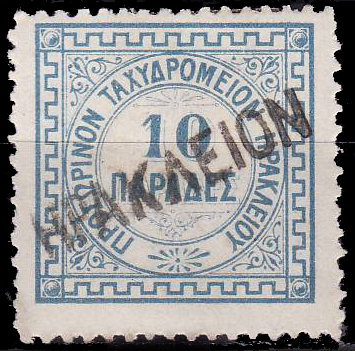
Марка с гашением Ираклиона (Mi #2)

28 ноября 1898 года в обращение поступила марка британской оккупационной почты на Крите с надписью греч. «ΠΡΟΣΩΡΙΝΟΝ TAXΥΔPOM HRAKΛEIOΥ» («Временная почта. Ираклион») и указанием номинала «ΠΑΡΑΔΕΣ 20» («20 пара»). Беззубцовая миниатюра была отпечатана вручную, фиолетовой краской. Это самая первая марка, выпущенная на Крите.
С декабря 1898 по 1899 год были выпущены ещё четыре марки британской оккупационной почты. Миниатюры печатались в Греции. Имеются фальсификаты.
Марки британской оккупационной почты на Крите использовались только в пределах британского сектора. Для заграничных отправлений требовалась дополнительная оплата. Обычно использовались марки австрийской почты в Леванте.
Кроме обычных календарных штемпелей, марки зачастую гасились штампами с названием местных населённых пунктов на греческом языке. Оттиски этих штампов принимают за надпечатки.